# 田況
田况（1005年—1063年），字元均，宋朝开封府人。

## 生平
天圣进士，举贤良方正，为太常丞，通判江宁府，夏竦经略陕西，辟田况为判官。他认为征伐西夏不应该冒进，应该选练士兵，加强战备。他所言治边十四策，多为宋仁宗采纳。升任知制诰。寻为陕西宣抚副使。因为平定保州云翼军之变有功，而迁任起居舍人。转任秦州、渭州，任右谏议大夫。后来出知成都府。前任知府杀人立威，虽然只是小罪，也把犯人的妻儿流放出蜀地，有很多人死在道路上。田况到任后，慎用刑罚，蜀地人都非常佩服敬重他。说他是照天蜡烛，不错事尚书。入朝，为御史中丞、权三司使。当时，很多贵族子弟，动用三司管理的府库，向三司请托。田况为人宽厚，他讨厌请托者，但是拒绝时没有板着脸，而是强颜欢笑把请托者送走。当时人说他：“为三司数年，只笑得面似靴皮”。为了改变朝廷入不敷出的情况，他对照《景德会计录》作《皇祐会计录》。至和元年（1054年），任枢密副使，嘉祐年间任枢密使。有文武才，论事有见地，但没有全部施行。以太子太傅致仕，死后赠太子太保，谥号宣简。著作有《儒林公议》。田况身材瘦高，他妻子身材矮胖，石曼卿说他夫妻是龟鹤夫妻。

## 家族
- 曾祖：田祐，贈太保
- 祖：田行周，贈工部司員外郎、加贈太傅
- 祖母：王氏，追封太原郡太君
- 父：田延昭，贈右神武將軍、加贈太師
- 母：李氏，英國太夫人
- 妻：富氏，封德安縣君、追封樂安郡君、永嘉郡夫人
- 嗣子：田至安，終官太常寺太祝
- 嗣子：田至平，承奉郎
- 女：田氏，適順陽令寇仲宣
- 孫：田綬，假承務郎
- 孫：田縝，早卒
- 孫：田經

## 延伸阅读
[在维基数据编辑]
 《宋史·卷292》，出自脱脱《宋史》